# Martín Recaredo Echegoyen
Martín Recaredo Echegoyen (Montevideo, 1891 - ibidem, 1974) fou un jurista i polític uruguaià, i president constitucional del Consell Nacional de Govern entre l'1 de març de 1959 i l'1 de març de 1960. Va ser, també, president del Directori del Partit Nacional durant 30 anys.

## Biografia
Es va exercir com a secretari de la Cort Electoral el 1924, va integrar la Convenció Nacional Constituent després del cop de Gabriel Terra i va ser Senador el 1934.
Va ocupar el càrrec de Ministre d'Instrucció Pública el 1935 i d'Obres Públiques el 1936.
El 1963 va ser President del Senat, candidat presidencial el 1966 i president de l'Assemblea General en 1967. Va ser novament Senador el 1971 i president el 1973 del primer Consell d'Estat de la dictadura militar.